# 郑敦
郑敦（1917年—1980年12月18日），广东揭阳人，中华人民共和国政治人物。中共八大代表、第一届全国人大代表。
1938年加入中国共产党。历任中共云南省委委员，统战部、宣传部、组织部副部长，省委常委、组织部长，云南省人民检察院检察长，云南省第一届政协副主席。1958年5月，中共云南省委第六次全体（扩大）会议，指控原省委常委、省委组织部部长郑敦、副部长王镜如结成反党集团，决定开除他们的党籍。1979年4月，平反并恢复党籍。